# اقتصاد فرانسه
اقتصاد فرانسه بسیار توسعه یافته و بازار محور است. این کشور هفتمین اقتصاد بزرگ جهان تا سال ۲۰۲۰ و نهمین اقتصاد بزرگ از نظر PPP است که ۳٫۳ درصد از تولید ناخالص داخلی جهان را تشکیل می‌دهد. از ۳۰ سپتامبر ۲۰۲۰، این کشور سومین اقتصاد بزرگ اروپا، پس از اقتصاد آلمان و اقتصاد بریتانیا بود. فرانسه اقتصاد متنوعی دارد که تحت سلطه بخش خدمات است (که در سال ۲۰۱–۷۸٫۸ درصد از تولید ناخالص داخلی آن را تشکیل می‌داد)، در حالی که بخش صنعتی ۱۹٫۵ درصد از تولید ناخالص داخلی آن و بخش اولیه ۱٫۷ درصد باقی مانده را به خود اختصاص داده است. فرانسه در سال ۲۰۲۰ میلادی بزرگ‌ترین دریافت کننده سرمایه‌گذاری مستقیم خارجی در اروپا، و دومین سرمایه‌گذار اروپا در تحقیق و توسعه بود. این کشور بر اساس شاخص نوآوری بلومبرگ در سال ۲۰۲۰، در بین ۱۰ کشور مبتکر در جهان قرار گرفت، و همچنین بر اساس گزارش رقابت پذیری جهانی در سال ۲۰۱۹، پانزدهمین کشور رقابتی در سطح جهان بود (افزایش ۲ درجه نسبت به سال ۲۰۱۸). این کشور پنجمین کشور بزرگ تجاری در جهان (و دومین کشور اروپا پس از آلمان) بود. فرانسه همچنین پربازدیدترین مقصد در جهان است، و همچنین قدرت پیشرو کشاورزی اتحادیه اروپا است. بر اساس گزارش صندوق بین‌المللی پول (IMF)، در سال ۲۰۲۰، فرانسه با ۳۹۲۵۷ دلار به ازای هر نفر، بیستمین کشور جهان از نظر تولید ناخالص داخلی سرانه بود. در سال ۲۰۱۹، فرانسه در فهرست شاخص توسعه انسانی سازمان ملل متحد با ارزش ۹٫۱٪ (نشان دهنده توسعه انسانی بسیار بالا) و رتبه بیست و سوم در شاخص ادراک فساد در سال ۲۰۱۹ قرار گرفت. پاریس یک شهر جهانی پیشرو است و یکی از بزرگ‌ترین تولید ناخالص داخلی شهر در جهان را دارد. این شهر به عنوان اولین شهر در اروپا (و سومین شهر در سراسر جهان) از نظر تعداد شرکت‌های طبقه‌بندی شده در فورچون جهانی ۵۰۰ قرار دارد. پاریس در سال ۲۰۱۹ توسط KPMG به عنوان دومین شهر جذاب جهانی در جهان رتبه‌بندی شده است. La Défense، منطقه تجاری مرکزی پاریس، توسط Ernst & Young در سال ۲۰۱۷ به عنوان منطقه تجاری پیشرو در قاره اروپا و چهارمین منطقه در جهان رتبه‌بندی شد. دفتر مرکزی OECD در پاریس، پایتخت مالی کشور قرار دارد. از دیگر مراکز مهم اقتصادی این کشور می‌توان به لیون، تولوز (مرکز صنعت هوافضای اروپا)، مارسی و لیل اشاره کرد. اقتصاد فرانسه بعداً در اواخر دهه ۲۰۰۰ وارد رکود شد و به نظر می‌رسید که زودتر از اکثر اقتصادهای آسیب‌دیده از آن خارج شد. فرانسه بین سال‌های ۲۰۱۲ و ۲۰۱۴ رشدی راکد را تجربه کرد، با رشد اقتصادی ۰٪ در سال ۲۰۱۲، ۰٫۸٪ در سال ۲۰۱۳ و ۰٫۲٪ در سال ۲۰۱۴. رشد در سال ۲۰۱۵ با رشد ۰٫۸٪ افزایش یافت. این امر با رشد ۱٫۱ درصدی برای سال ۲۰۱۶، رشد ۲٫۲ درصدی برای سال ۲۰۱۷ و رشد ۲٫۱ درصدی برای سال ۲۰۱۸ همراه بود. بر طبق گزارش OFCE، نرخ رشد مورد انتظار برای سال ۲۰۱۹ ۱٫۳٪ بود.